# Louise Attaque
Louise Attaque es un grupo de rock francés formado en 1994, originario de París, cuyo primer álbum, Louise Attaque, salió a la venta en abril de 1997. El grupo está formado por Gaëtan Roussel (vocalista y guitarra), Robin Feix (bajo), Arnaud Samuel (violín, guitarra eléctrica), y Alexandre Margraff (batería - 1994-2006).

## Los comienzos (1990-1994)
Al principio, el grupo estaba formado por Gaëtan y Robin, que se conocieron en el instituto de Montargis. Pronto, Alexandre se les unió con su batería para formar parte del grupo Caravage (en homenaje al pintor italiano Caravaggio). Con David, ingeniero de sonido, conocieron a principios de los años 1990 un éxito inmediato. Durante cuatro años llenaron salas de fiestas, bares y otros focos rurales. Pero David les abandonó, cambiando su guitarra por una mesa de mezclas. Lanzaron entonces un anuncio en su estudio de grabación para encontrar un guitarrista. Al llamado llegó un violinista, pero igual lo contrataron. Así nacía Louise attaque. El nombre hace referencia a Louise Michel, anarquista del siglo XIX, y a Violent Femmes, grupo de rock americano.

## El ascenso a la fama (1994-2001)
A partir del momento en que se les une el violinista Arnaud Samuel, el grupo comienza una etapa en la que durante más de dos años tocan en diversos bares, pubs y otros escenarios, en los cuales van cobrando cada vez más fama. En 1997, Marck Thonon, propietario de la marca Atmosphériques, los descubre y decide darles una oportunidad en su discográfica, creada apenas un año antes. El mismo líder de los "Violent Femmes", Gordon Gano, sería su productor a partir de ese momento. Ese mismo año, el primer disco de la banda, titulado "Louise attaque" se puso a la venta, vendiéndose 2,5 millones de ejemplares del mismo, un récord total para un grupo francés desconocido, que consiguió imponerse y encontrar un amplio público fuera de los cánones de los medios de comunicación. 
A comienzos del año 2000, luego de casi tres años de giras y conciertos por parte de los Louise promocionando su primer álbum, sale a la venta el álbum "Comme on a dit", que, pese a venderse muchos menos copias que el anterior, ya que se vendieron cerca de 700.000 ejemplares, igualmente fue un éxito de ventas. El 15 de marzo del mismo año, la banda realizó un concierto en el que tocaron en vivo los más grandes éxitos de la banda, y que luego sería recopilado en CD y vendido con el nombre de "Black session". Al año siguiente, en 2001, la banda, presionada y falta de inspiración, decide separarse momentáneamente, momento a partir del cual cada integrante continuó con sus carreras por separado.

## La separación (2001-2004)
Con la noticia de la separación de Louise attaque nacen dos nuevas formaciones: por un lado, "Tarmac", reuniendo a Gaëtan Roussel y a Arnaud Samuel; por el otro, "Ali Dragon", conformado por Robin Feix y Alexandre Margraff, entre otras personas.
Tras dos años separados, el grupo se vuelve a encontrar y juntos graban un par de canciones de estudio, aunque no se encuentran seguros acerca de si aparecerán en un nuevo álbum. Al año siguiente, la banda decide iniciar una gira mundial, tocando en lugares hasta ese momento desconocidos para ellos, como Latinoamérica. En una entrevista hecha tiempo después, el grupo coincide en que esa experiencia fue para ellos como un regreso a sus inicios, cuando tocaban en pequeños bares y boliches. La gira, iniciada en julio de 2004, comenzó en Ciudad de México, lugar en el que tuvieron gran éxito. Luego de un año de tocar en distintos lugares del mundo con bastante éxito, el grupo termina la gira en julio de 2005, con otro concierto en Ciudad de México. Dos meses después, el 5 de septiembre de 2005, sale a la venta el tercer disco de la banda, A plus tard Crocodile, teniendo igualmente éxito en las ventas.

## El reencuentro del grupo y la nueva separación (2005-2015)
El tercer álbum de la banda, pese a que no tuvo el gran éxito de ventas de los dos primeros, tuvo buenas ventas. EL título del disco (A plus tard crocodile) es una traducción literal de una expresión comúnmente usada por los músicos de jazz estadounidenses, "See you later, alligator" (Hasta la vista, cocodrilo). 
Luego de sacado a la venta su tercer álbum, la banda inicia nuevamente los conciertos y giras por su país y Europa. Se pensaba que el año 2007 sería el año en el que el grupo lanzara su cuarto álbum de estudio, sin embargo los Louise decidieron separarse a fines de ese año, sin saberse todavía si será una separación momentánea o definitiva. Mientras tanto, sus integrantes volvieron a formar otros grupos o colaborando de distintas maneras.

## "Anomalie" (2015-2016)
En julio de 2015, durante una entrevista con motivo de su concierto "Re-Play blessures", Gaëtan Roussel sugiere un retorno cercano a Louise Attaque para finales de 2015 o principios de 2016 . El 17 de agosto de 2015, el grupo confirma los rumores en las redes sociales. Louise Attaque está de vuelta en el estudio en Londres y Berlín.
7 de septiembre de 2015, en la bandeja de Canal + "Le Grand Journal", Gaëtan Roussel confirma el regreso de Louise Attaque a principios de 2016.
20 de octubre de, 2015, Louise Attaque hizo el uno de "Inrockuptibles". Primeras fotos de promoción, pero solo el 3, lo que confirma la retirada del grupo Alexandre Margraff. Entrevista del grupo explica los detalles sin Alex realidad ha dejado a la aventura después de desacuerdos con otros miembros.
21 de octubre de 2015 queda dio a conocer "Anomalie", el primer sencillo de su álbum homónimo futuro que sugiere una vuelta más pop. El lanzamiento del álbum está prevista para principios de 2016. El sencillo se ofrece en el conjunto de Canal + "Le Grand Journal".
4 de diciembre es invitado Louise Attaque a RTL2 en "Le Grand Morning" y anunció que el nombre del álbum también será lanzado "Anomalie" y 12 de febrero de 2016. El mismo día se dio a conocer "Du grand banditisme", segundo sencillo del álbum .
11 de enero de 2016 casi un mes del nuevo álbum, Louise Attaque revela "Avec le temps", el tercer extracto de su nuevo disco.

## Los discos
Hasta el momento, el arte de tapa y el grafismo de la banda ha estado a cargo de Robin Feix, ya que posee un gran dominio del arte plástico y ha hecho las tapas de los tres discos que han salido hasta ahora.

## Discografía
- Louise Attaque: 22 de abril de 1997.
- Comme on a dit: 18 de enero de 2000.
- A plus tard crocodile: 5 de septiembre de 2005.
- Anomalie: 12 de febrero de 2016